# Análise PEST
A análise PEST é um acrónimo de análise Política, Económica, Social e Tecnológica" e consiste num enquadramento de fatores macroambientais usados como uma ferramenta na gestão estratégica de empresas. Alguns analistas adicionaram o fator Legal e reordenaram a sigla mnemónica para SLEPT; E, ao inserir o fator Environmental (Ambiental) expande-se para PESTEL ou PESTLE, que é frequentemente usado no Reino Unido.
Em Portugal, falamos de análise PESTAL, ao atualizar a análise PEST  com os fatores Ambiental e Legal.
A análise PESTAL é uma ferramenta essencial para a análise da entrada de qualquer empresa no mercado ou na reanálise do posicionamento das existentes, e baseia-se na análise aos fatores externos à empresa que a podem influenciar, direta ou indiretamente.
Trata-se pois de uma investigação com alguma profundidade, que se divide nas categorias acima referidas.
Tais categorias ou fatores não se podem considerar como elementos estáticos, mas antes como forças dinâmicas, em contínua alteração, pelo que merecem igualmente um acompanhamento contínuo.O seu objetivo é fornecer um relatório relativo aos variados fatores macroambientais que devem ser tomados em consideração pela empresa. Trata-se de uma ferramenta estratégica útil para compreender o crescimento ou queda de mercados, posição e potencial comercial e orientação para operações.
O modelo foi recentemente expandido para STEEPLE e STEEPLED, em que são adicionados os fatores Éticos e Demográficos. A crescente importância dos fatores ambientais ou ecológicos na primeira década do século XXI deram origem às práticas de negócio sustentáveis e incentivaram uma utilização mais generalizada de uma versão atualizada do enquadramento PEST. A análise STEER considera sistematicamente os fatores Socioculturais, Tecnológicos, Económicos, Ecológicos e Regulatórios.
A escolha dos fatores a analisar depende da natureza da indústria onde a empresa se insere. É fundamental haver uma análise crítica na escolha dos fatores a analisar, de maneira a usar o tempo e os recursos de uma forma eficiente.

## Composição
- Os fatores Políticos estão intrinsecamente ligados à influência que os governos podem ter sobre a atividade económica da empresa, quer através de criação de políticas interventivas, quer na regulação que pode exercer sobre essa atividade. Mais especificamente, os fatores políticos incluem áreas como a política fiscal, direito do trabalho, direito ambiental, restrição comercial, taxas e estabilidade política. Os fatores políticos podem também incluir bens e serviços que o governo pretenda fornecer ou receber, assim como aqueles que o governo não pretende receber. Da mesma forma, os governos têm uma forte influência nas áreas da saúde, educação e infraestruturas de uma nação. A abrangência das organizações políticas que têm influência nesta análise é de dimensão considerável. O conhecimento do centro de influência política permite conhecer todo o sistema, e as diferenças entre os diversos níveis que podem influenciar a análise devem ser desde logo anotadas de maneira a conseguir-se lidar com essas divergências e minimizar os seus efeitos. Cada vez mais, as decisões e influências políticas podem ter proveniências mais distantes. É necessário ter uma visão cada vez mais alargada sobre este fator e olhar mesmo para grupos de pressão ambiental, sindicatos e outras organizações.

- Os fatores Económicos incluem o crescimento económico, taxas de juro, taxas de câmbio e a taxa de inflação. Estes fatores têm fortes impactos na forma como as empresas operam e tomam decisões. Por exemplo, as taxas de juro afetam o custo do capital de uma empresa e, portanto, até que ponto esta cresce e se expande. As taxas de câmbio afetam os custos de exportação de bens, assim como a procura e preço dos bens importados numa economia.O estado da economia onde uma empresa atua é um dos mais importantes aquando da análise aos fatores externos e reflete as flutuações associadas com os ciclos económicos, sendo que, por norma, todas as empresas beneficiam com um estado positivo da economia e vice-versa.salários, a procura e as taxas de inflação, entre outros. À semelhança dos fatores políticos, também os fatores económicos devem ser vistos de uma maneira mais abrangente. Não se pode olhar apenas para a economia nacional, sendo necessária uma avaliação global do panorama, já que estas vão influenciar a economia local. Além dos fatores económicos alusivos à alocação direta de recursos, o custo da tomada de determinadas ações deve ser contabilizado para as tomadas de decisão.

- Os fatores Sociais têm em consideração modelos de comportamento, gostos e estilos de vida. Muito associado a isto poderão estar mudanças no comportamento do consumidor decorrentes de modas ou estilos temporários. Incluem os aspetos culturais e a preocupação com a saúde, a taxa de crescimento populacional, a distribuição etária, tendências profissionais e ênfase na segurança. Fatores sociais afetam a procura pelos produtos de uma empresa e o modo como esta opera. Por exemplo, o envelhecimento de uma população pode implicar uma força de trabalho menor e menos motivada e, assim, aumentando o custo da mão-de-obra. Além do mais, as empresas podem alterar várias estratégias de gestão para se adaptar a essas tendências sociais (tal como o recrutamento de trabalhadores mais velhos). A evolução demográfica é um conhecimento fundamental para a avaliação dos fatores sociais, porque além dos efeitos diretos, vai afetar indiretamente os restantes setores. Desde a saúde, à educação, passando pelos hábitos de consumo, todos são afetados pela evolução demográfica. Os valores sociais e culturais da sociedade também devem ser avaliados. No entanto, e dada a mobilidade de pessoas com diferentes costumes, esta avaliação é cada vez mais difícil, tornando-se difícil prever o comportamento direto dos consumidores.

- Os fatores Tecnológicos correspondem às mudanças na tecnologia que podem ter especial impacto na atividade de qualquer empresa. Inclui as inovações, melhorias de ferramentas ou dispositivos ou ainda as formas de manufatura a que os produtos comercializados podem estar sujeitos, bem como fatores tecnológicos inerentes a todos os serviços de apoio necessários à atividade. Incluem aspetos como a atividade de investigação e desenvolvimento (I&D), automação, incentivos tecnológicos e a taxa de mudança tecnológica. Estes podem determinar as barreiras à entrada, o nível mínimo de produção eficiente e influenciar decisões de contratação externa. Além do mais, as mudanças tecnológicas podem afetar os custos e a qualidade dos produtos e levar à inovação. Por exemplo, a constante evolução dos setores das comunicações e dos transportes influencia toda a atividade de uma empresa e não as considerar aquando da execução de qualquer plano de negócios será imprudente. A definição de uma indústria através de uma tecnologia em particular é de grande risco, dados os notáveis avanços neste campo. Uma crescente aceleração no desenvolvimento de novas tecnologias tem causado um grande impacto na população e nas suas necessidades. A identificação de tecnologias alternativas ou mesmo novas altera a perceção do consumidor. É fundamental proceder à análise dessas evoluções, e perceber como estas podem alterar o comportamento.

- Os fatores Ambientais relacionam-se com as mais recentes preocupações de carácter ambiental que também entraram no mundo dos negócios, pelo que não estar atento a esta realidade é imperativo. As empresas têm de estar agora bem cientes de seus impactos no meio ambiente em todo o seu ciclo produtivo. Por outro lado, não poderão ignorar a sustentabilidade com que o faz, procurando também conhecer os ciclos produtivos das suas matérias-primas e ajustar sua seleção das mesmas em função disso mesmo. Incluem aspetos ecológicos e ambientais como o tempo, clima e a mudança do clima, que podem especialmente afetar mercados como o do turismo, agricultura e dos seguros. Além do mais, a crescente consciência dos potenciais impactos da alteração climática estão a afetar a forma como as empresas operam e os seus produtos, não só criando novos mercados como diminuindo ou destruindo outros já existentes.

- Os fatores Legais dizem respeito ao enquadramento legal mais diretamente ligado à atividade. É o caso, por exemplo, da proteção do consumidor, da regulação da concorrência, da segurança alimentar, do desemprego, etc. Todos os negócios deverão os enquadramentos legais relacionados com a sua atividade, para assim ter uma atitude proativa e estar à frente de todas as mudanças, em vez de o fazer reativamente. Incluem a lei antidiscriminação, lei do direito do consumidor, lei do direito da concorrência, lei do direito do trabalho e as leis de saúde e segurança. Estes fatores podem afetar o modo como uma empresa opera, os seus custos e a procura pelos seus produtos.

## Aplicabilidade dos Fatores
Os fatores do modelo variam em importância para uma determinada empresa de acordo com a indústria em que opera e os bens que produz, auxiliando a empresa a observar, debater e principalmente sintetizar o que realmente está a acontecer de importante no mercado sob diferentes perspectivas. A análise destas dimensões é dificilmente quantificável e possibilita a compreensão de ambientes complexos e em permanente mudança, pois estes fatores não podem ser considerados estáticos, mas dinâmicos e em contínua alteração. Por exemplo, as empresas de produtos de consumo e as empresas de transações empresas-empresas (B2B) tendem a ser mais afetadas pelos fatores sociais, enquanto um contratante de defesa global tenderia a ser mais afetado pelos fatores políticos.  Adicionalmente, os fatores que mais provavelmente se alterarão no futuro ou são mais relevantes a uma dada empresa, terão uma importância maior. Por exemplo, uma empresa que tenha contraído uma grande dívida precisará de um maior foco nos fatores económicos (sobretudo nas taxas de juro).
Além disso, os conglomerados que produzem um vasto leque de produtos (como são exemplos a Sony, Disney ou BP) podem considerar mais útil analisar um dos seus departamentos de cada vez com o modelo PESTAL de modo a focar-se nos fatores especificamente relevantes a esse departamento. Uma empresa pode também pretender dividir os fatores por relevância geográfica, como local, nacional e global (também conhecido como LONGPESTEL).

## Uso da análise PEST com outros modelos
Os fatores PEST, juntamente com os fatores externos microambientais e fatores impulsionadores internos, podem ser classificados como oportunidades e ameaças (T) numa análise SWOT.

## Ligações Externas
- Método de análise PEST e exemplos, Businessballs.com (em inglês)
- PESTLE analysis factsheet, Chartered Institute of Personnel and Development (CIPD) (em inglês)